# Ribeira do Mocho
A ribeira do Mocho é um pequeno curso de água português do concelho de Loures que nasce em Camarate e desagua na margem direita do rio Trancão em Sacavém.